# 小松清宗
小松 清宗（こまつ きよむね）は、江戸時代中期から後期にかけての薩摩藩士。家格一所持。吉利郷私領主の小松家当主。小松清香の異母弟で養子。薩摩藩における初代御大番頭の一人でもある。
小松家に入る前は家格一所持格の島津準次男家の4代目当主。諱は初名は島津 久通。小松家に入った後は清行、のち清宗。通称は島津準次男家にいた時は權太郎、準次男家を家督相続して大蔵。小松家に入って仙十郎、主悦、相馬、右近。

## 生涯
島津久春（島津久明の長男、後に久純に改名）の三男として誕生。母は田中国兵の娘。三男であるので、本来は三崎氏を称するはずであった。が、長兄・島津久丘に嗣子がなかったのでその養子となり、兄の死去により家督を相続して島津大蔵久通と称した。しかし、宝暦4年（1754年）12月13日に今和泉島津家の当主島津忠郷が死去したため、異母兄の小松清香の養嗣子・安之助（島津吉貴の八男）が今和泉家を相続することになり、宝暦6年（1756年）2月21日に安之助は小松家を出て今和泉家を相続した。のち、安之助は島津忠温に改名。
このため清香の跡取りがいなくなったので、藩命により島津準次男家当主の異母弟島津久通が小松家の養子になることが決定する。久通は島津準次男家を隠居して出て、小松家に入り、小松仙十郎清行に改名する。準次男家は、叔父で分家筋の三崎文大夫明見が相続し、島津大蔵久迢と改名する。天明元年（1781年）に清香の隠居をうけて家督相続。
清宗には子がなかったので、実家の島津準次男家より久迢の孫である島津久儔の次男を養子に迎える。これが小松清穆である。

## 系譜
- 父：島津大蔵久春
- 母：田中新助国兵娘
- 養父：島津久丘、小松清香（1714-1786）
- 室：不詳
- 養子
  - 男子：小松清穆（1793-1856） - 島津久儔の次男